# 玉虚宫 (齐云山)
玉虚宫是位于中国安徽省黄山市休宁县齐云山镇齐云山紫霄崖下的一座道观，坐南朝北，建于明正德十年（1515），由玉虚宫、治世仁威宫和天乙真庆宫组成，三宫依势砌筑、外隔内连，宫内主祀玄天上帝。
宫前建有并列的3座石牌坊，亦作为三宫之门，均为红砂岩质，居中者为玉虚坊，建于明正德十年（1515），三间四柱五楼式，坊联为“徽郡囘秀区，望对峙黄山，石笋间多藏隐君子；海阳称胜地，登最高白岳，玉虚内争拜活神仙”，坊额左侧镌一玉兔面西而坐，右侧镌一金鸡面东而啼，分别表示月亮和太阳。其左侧为天乙真庆坊，建于明正德十二年（1517），一间二柱三楼式，坊联为“既登白岳，又陟紫霄，与独耸五老诸峰吞吐浮云凝朝日；高挹苍穹，远招黄海，摩多心万人之碣允称仙境旧庙基”，右侧为治世仁威坊，建于明正德十五年（1520），形制与天乙真庆坊同，坊联为“有齐云白岳耸翠，紫霄映掩，其间莫谓登仙无路；看岩脚东亭塘头，西馆袤延，街下皆为道教信徒”。此外在宫左有明代《紫霄宫玄帝碑铭》碑，高7.6米，宽1.4米，为唐寅撰文、戴炼手书、汪肇篆额。